# گمینا سولمیژتسه
گمینا سولمیژتسه (به لهستانی:  Gmina Sulmierzyce) یک گمینا در لهستان است که در شهرستان پاینچنو واقع شده‌است. گمینا سولمیژتسه ۸۲٫۷۲ کیلومتر مربع مساحت و ۴٬۷۵۷ نفر جمعیت دارد.